# Heldenstein
Heldenstein är en kommun och ort i Landkreis Mühldorf am Inn i Regierungsbezirk Oberbayern i förbundslandet Bayern i Tyskland.
Kommunen ingår i kommunalförbundet Heldenstein tillsammans med kommunen Rattenkirchen.